# Fitzwilliam Virginal Book
El Fitzwilliam Virginal Book (en español, Libro de virginal de Fitzwilliam) es una fuente musical de fines de la época isabelina y principios de la jacobina en Inglaterra, incluyendo música del renacimiento tardío y del barroco muy temprano. Toma su nombre del vizconde Fitzwilliam, quien legó la colección de manuscritos a la Universidad de Cambridge en 1816. Actualmente se conserva en el Museo Fitzwilliam en Cambridge. 

## Historia
Llamado en algún momento «Libro de virginal de la reina Isabel»,título descartado al probarse que nunca perteneció a la reina, el manuscrito no había sido titulado por su copista. Se creyó que era la colección de manuscritos de Francis Tregian el joven, un intérprete de teclado aficionado de principios del siglo XVII, quien puede haber copiado toda la coleccióm mientras estaba en prisión entre 1609 y 1619 debido a sus simpatías con el catolicismo, pero la autoría del libro siempre fue objeto de disputas.
Otros estudiosos sostienen que aún si Tregian fuera el compilador, noi es seguro que haya sufrido prisión a causa de sus contactos familiares. Hasta la publicación de Parthenia en 1612 no existía música para teclado impresa en Inglaterra, e igual que el Fitzwilliam Virginal Book, la mayoría de las colecciones de música para teclado eran compiladas por intérpretes: otros ejemplos incluyen el libro de virginal de Will Foster, el de Clement Matchett y el de William Tisdale. 
La compilación incluye música fechada entre 1562 y 1612, de compositores como John Bull, William Byrd, Orlando Gibbons, Giles Farnaby (incluye 51 de sus 52 piezas conocidas), Martin Peerson, Peter Philips y Jan Pieterszoon Sweelinck, entre muchos otros.
Incluye 298 obras distintas, que como en la mayoría de los manuscritos de teclado de aquella época, no están escritas para un instrumento determinado, y la mayoría puede ser interpretada en cualquiera de los instrumentos del momento, incluyendo virginal, clavicordio, clavecín u órgano.
Muchas de las piezas son cortas, y otras tantas son obras de carácter, con títulos graciosos y memorables como Mete tu daga,Jemy, Chirona deliciosa, Giga de nadie, Basurero irlandés, El fantasma, Peores peleas y la famosa Lachrymae Pavan (Pavana lacrimosa) de John Dowland, arreglo de Giles Farnaby y William Byrd.